# Рон (языковая группа)
Рон (англ. ron) — одна из групп западночадской ветви чадской семьи. Основная территория распространения — штат Плато в центральной части Нигерии. Численность носителей языков рон составляет около 184,5 тыс. человек. В группу включают языки рон (чала, чалла), ша, кулере, фьер, тамбас и ряд других языков и диалектов. В ряде классификаций в группе рон выделяются две подгруппы — собственно рон и фьер. 

Большинство языков бесписьменные, письменность языка рон (наиболее распространённого по численности говорящих среди других языков группы) была разработана в 1999 году на основе латинской графики.

## Классификация

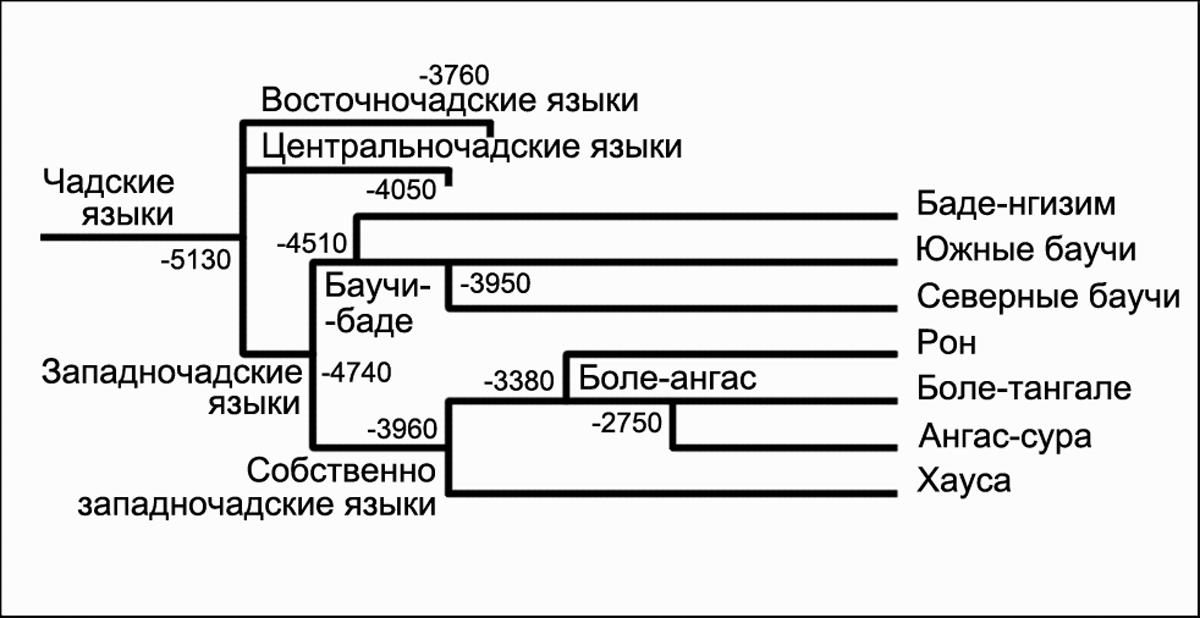
Схема расхождения ветвей чадских языков и подветвей и групп западночадских языков

Группа рон представлена следующими языками и диалектами:
- Подгруппа рон:
  - рон (чала, чалла):
    - бокос (боккос, чала);
    - даффо-бутура;
    - нафунфья;
    - шагаву.

  - ша;
  - кулере;
  - карфа;
  - мундат.
- Подгруппа фьер:
  - фьер;
  - тамбас.

## Ареал и численность
Область распространения языков рон охватывает сопредельные территории западной части штата Плато и восточной части штата Насарава в центральной Нигерии — горные районы плато Джос.

## Лингвистическая характеристика
Для языков рон характерны следующие языковые особенности:
1. Противопоставление гласных по краткости/долготе.
2. Наличие имплозивных и преназализованных согласных.
3. Наличие одноударной и многоударной фонемы /r/.